# Aster erucifolius
Aster erucifolius là một loài thực vật có hoa trong họ Cúc. Loài này được (Thell.) W.Lippert mô tả khoa học đầu tiên năm 1973.